# 约翰尼·马西斯

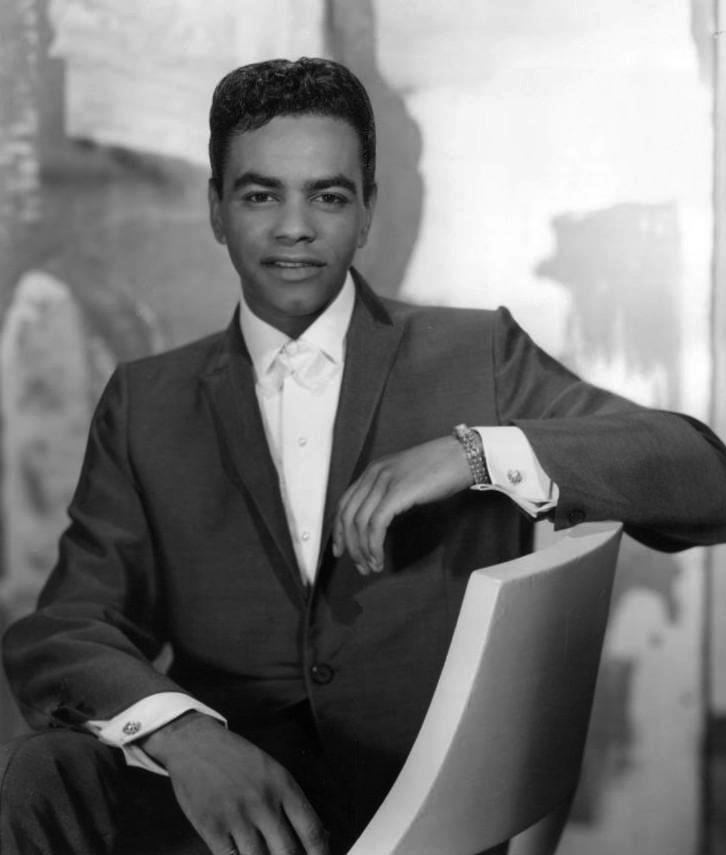
约翰尼·马西斯

约翰·罗伊斯·马西斯（John Royce Mathis，1935年9月30日—）是一位美国歌手。  他的多张专辑获得金唱片或白金唱片認證，并有73张专辑內的歌曲登上告示牌榜單。